# Aziz Sancar
Aziz Sancar (Savur, 8 de setembro de 1946) é um geneticista turco. Foi laureado com o Nobel de Química de 2015, juntamente com Tomas Lindahl e Paul Modrich, por estudos mecanicísticos para reparo de DNA.

## Vida
Sancar mora nos Estados Unidos desde 1973. É professor de bioquímica e biofísica na Universidade da Carolina do Norte em Chapel Hill.